# Лайон (округ, Айова)
Ла́йон (англ. Lyon County) — округ в США, штате Айова. На 2000 год численность населения составляла 11 763 человек. По оценке бюро переписи населения США в 2009 году население округа составляло 11 172 человек. Окружным центром является город Рок-Рапидс.

## История
Округ Лайон был сформирован в 15 января 1851 года.

## География
Согласно данным Бюро переписи населения США площадь округа Лайон составляет 1521 км².

### Основные шоссе
- Шоссе 18
- Шоссе 75
- Автострада 9
- Автострада 182

### Соседние округа
- Рок, Миннесота  (север)
- Ноблс, Миннесота  (северо-восток)
- Осеола  (восток)
- Су  (юг)
- Линкольн, Южная Дакота  (запад)
- Миннехаха, Южная Дакота  (северо-запад)

### Климат
Согласно данным представленным Национальной метеорологической службой США в округе Лайон, согласно системе классификации климатов Кёппена, преимущественно влажный континентальный с холодной зимой и жарким летом.

## Демография
По данным переписи населения 2000 года в округе проживало 11 763 жителей. Среди них 27,1 % составляли дети до 18 лет, 17,0 % люди возрастом более 65 лет. 49,8 % населения составляли женщины.
Национальный состав был следующим: 98,9 % белых, 0,2 % афроамериканцев, 0,2 % представителей коренных народов, 0,2 % азиатов, 1,4 % латиноамериканцев. 0,5 % населения являлись представителями двух или более рас.
Средний доход на душу населения в округе составлял $16081. 7,9 % населения имело доход ниже прожиточного минимума. Средний доход на домохозяйство составлял $50289.
Также 78,7 % взрослого населения имело законченное среднее образование, а 14,2 % имело высшее образование.